# Rodokmen pánů z Krumlova

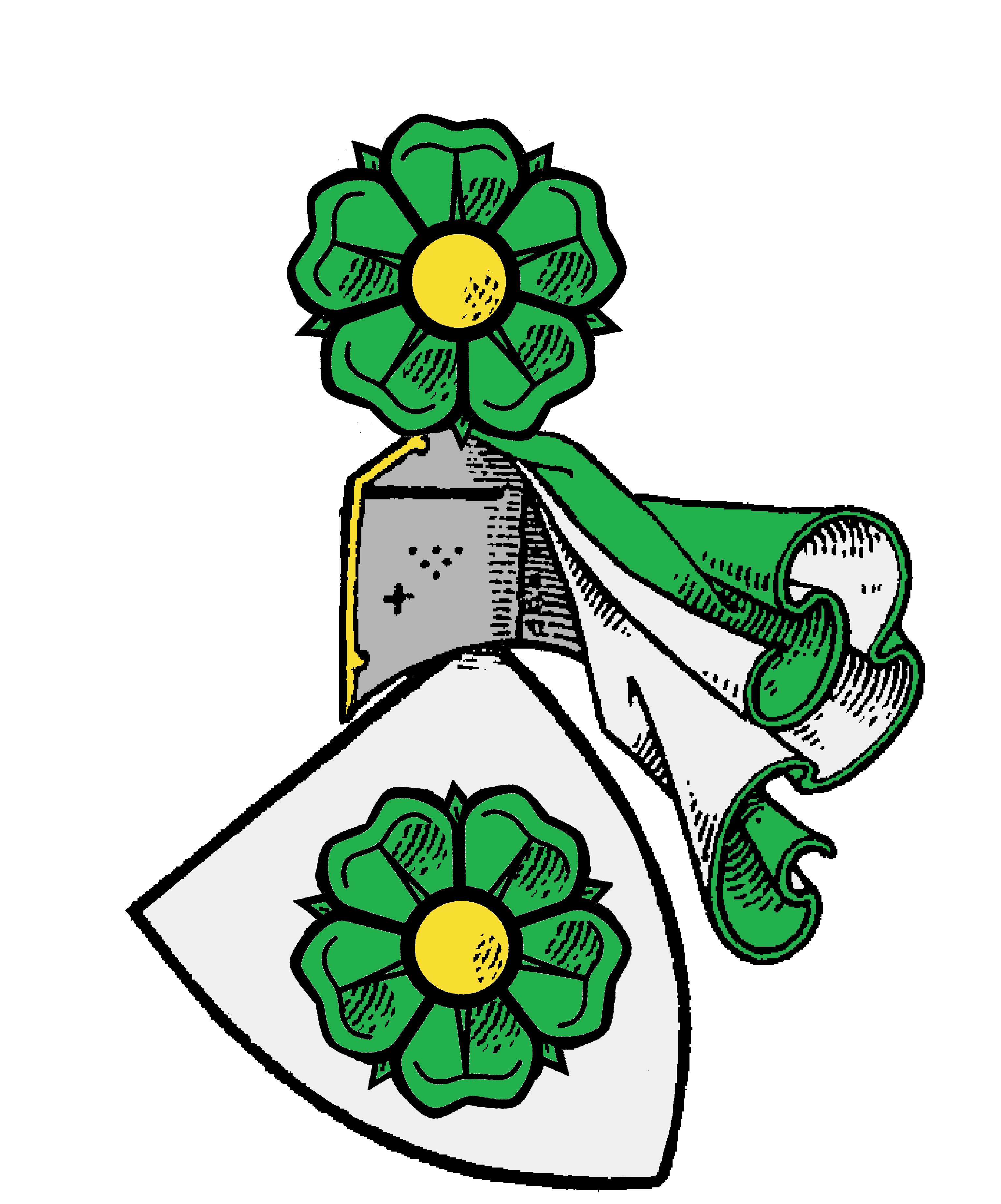
Erb pánů z Krumlova

Rodokmen pánů z Krumlova a nejbližších příbuzných:
Vítek I. z Prčice (před 1169 – 1194)
1. Vítek II. starší z Krumlova († po 1236)  ∞  neznámá z rodu Markvarticů
  1. Záviš z Nechanic († kolem 1257)
    1. Budivoj I. z Krumlova († kolem 1272)  ∞  Perchta z Falkenštejna
      1. Perchta z Krumlova (nejistá; † po 1328)  ∞  Vítek ze Švábenic
      2. jménem neznámá dcera  ∞  Jetřich Špacman
      3. jménem neznámá dcera  ∞  Hroznata z Húžic
      4. Vítek II. z Krumlova († 1293)
      5. Záviš z Falkenštejna († 24. srpna 1290)  ∞  (I) jménem neznámá;  ∞  (II) Kunhuta Haličská (*1245 – † 9. září 1285);  ∞ (III) Alžběta Kumánka (*1255 – † kolem 1319) 
        1. Ulrika z Krumlova (nejistá; † po 1306)  ∞  Hynek Krušina I. z Lichtenburka
        2. Jan z Falkenštejna[1] (* kolem 1282 – † po 1337)
        3. jménem neznámý syn (* prosinec 1288)

      6. Vok I. z Krumlova († kolem 1291)
      7. Budivoj II. z Krumlova († 1300)
      8. Henzlín z Krumlova († 1300)

    2. Vítek z Krumlova a Sepekova († 1277)  ∞  Sibyla
      1. Jindřich z Krumlova († před 1302)  ∞  Ofka
      2. Vok II. z Krumlova († 5. ledna 1302)  ∞  Sibyla
2. Vítek III. z Prčice a Plankenberka († před 1250) – zakladatel Rožmberků  ∞  neznámá z rodu Schwarzenbergů
3. Jindřich I. z Hradce († 1237) – zakladatel pánů z Hradce
4. Vítek z Klokot († po 1236) – zakladatel pánů z Lomnice či pánů z Landštejna[2]
5. Sezema z Ústí (nelegitimní; † okolo 1220)